# Ximenie americká

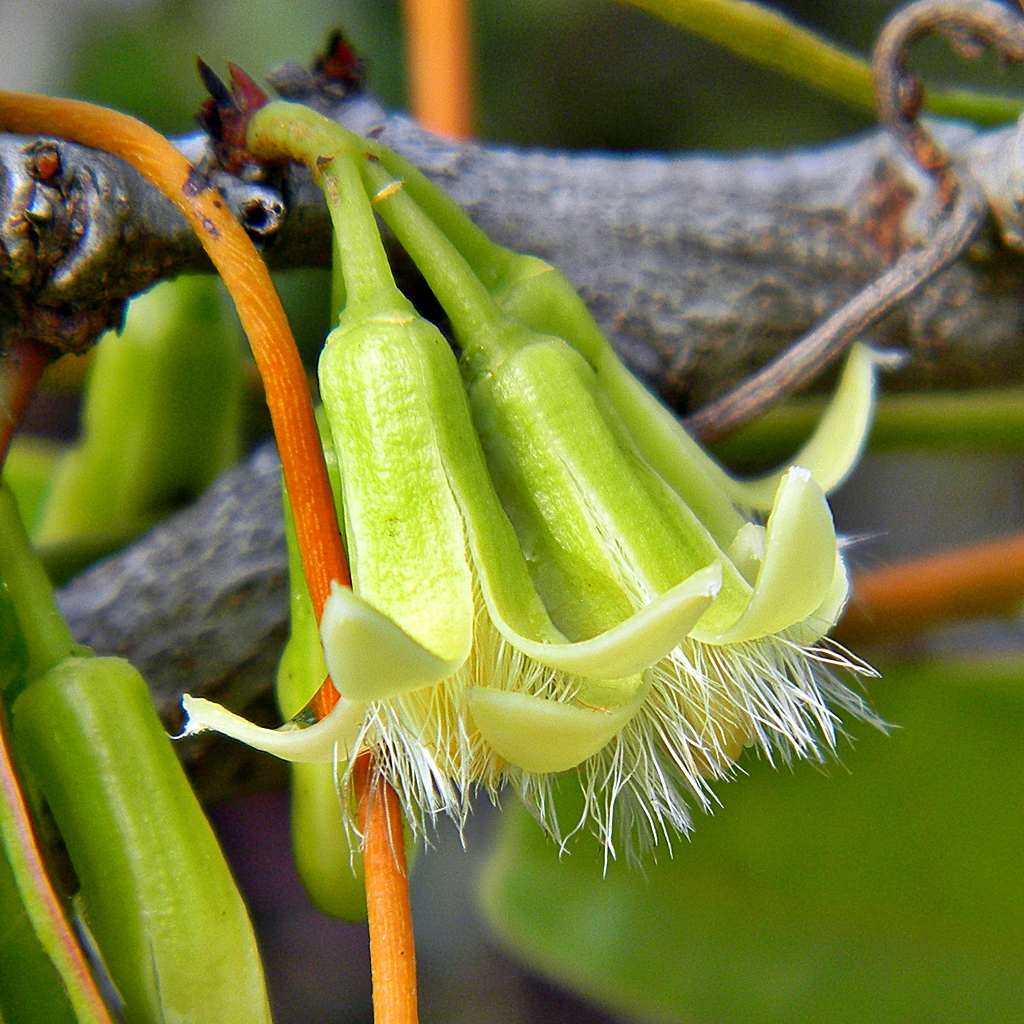
Květy

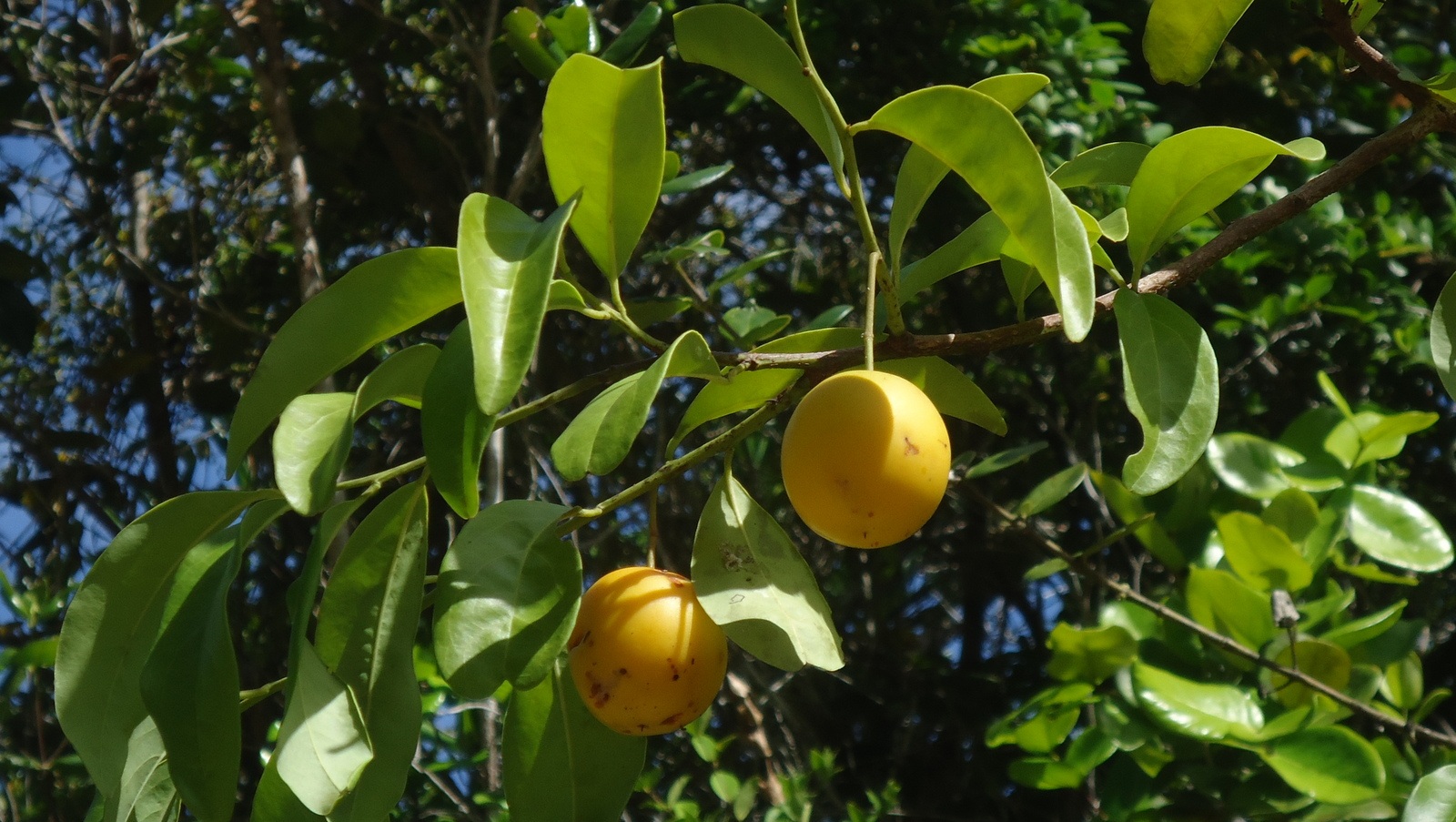
Plody

Ximenie americká (Ximenia americana) je poloparazitický, jednodomý, menší strom nebo keř rostoucí v tropických oblastech. Je obvykle samovolně vyrůstající suchu odolná dřevina, která plodí drobné, jedlé ovoce a má nepoživatelné listy obsahující kyanidy. Rodové jméno Ximenia získala po španělském mnichu Franciscu Ximénezu.

## Rozšíření
Areál druhu je velmi rozsáhlý, vyskytuje se pantropicky po celé zeměkouli. V Americe je původním druhem na území z Floridy na jihovýchodě Spojených států amerických přes Střední Ameriku a ostrovy Karibiku až po 35. rovnoběžku v Argentině v Jižní Americe. Druh je dále rozšířen v tropech Asie, Afriky, Austrálie i na ostrovech v Pacifiku.

## Ekologie
Ximenie americká se většinou vyskytuje osaměle nebo roste rozptýleně v otevřené krajině, v savaně, v podrostu suchých lesů nebo na písčité půdě podél mořského pobřeží či na březích vodních toků. Je schopna se přizpůsobit klimatickým podmínkám od tropických nížin až po suché, výše položené oblasti v nadmořské výšce od 900 do 2000 m n. m. Na kvalitu půdy není náročná, obvykle roste na suchých jílovitých a písčitých půdách s pH v rozmezí 4,5 až 7, nejlépe ale prosperuje v půdách s dostatkem vápníku. Daří se jí také na půdě zasolené a toleruje brakickou vodu. Přestože je velmi odolná vůči suchu, má schopnost dlouhodobě růst i na vlhkých stanovištích, podél vodních toků, příležitostných močálů nebo bažin. Potřebuje plné slunce, snáší nejvýše jen krátkodobé zastínění.
Roste spolehlivě v prostředí s denními teplotami většinou nevybočujícími z rozhraní 14 až 30 °C, toleruje překročení do 36 °C, stejně jako krátkodobý pokles. V mírném podnebném pásmu však déletrvající chlad může rostlinu zahubit. Vyskytuje se nejvíce v prostředí s průměrnými ročními srážkami ve výši 400 až 1250 mm, snáší i rozptyl od 300 do 1500 mm.
Je rostlinou semiparazitickou, v případě nedostatku vláhy a dalších živin je příležitostně schopná tyto čerpat pomocí kořenů a haustorií z okolních rostlin, může však vegetovat i bez toho způsobu obživy. Je zajímavé, že parazituje dokonce i na jedincích svého druhu. Doporučuje se ji vysadit v blízkosti potenciálního hostitele, nejlépe dubu. Dřevina podle místa růstu kvete dvakrát ročně nebo řidčeji průběžně po celý rok. Ploidie druhu je uváděna 2n = 24, ojediněle i 2n = 26.

## Popis
Poloopadavý, nevysoký strom (do 6 m) nebo vyšší keř. Kmen nemívá větší průměr než 10 cm, kůra je hladká, tenká, načervenalá, později šedě zbarvená a má hnědé lenticely. Koruna stromu je úzká a nepravidelná. Větve rostou neuspořádaně a často bývají zkroucené, mladé jsou zelené a starší purpurově červené, jsou porostlé až 3 cm dlouhými trny a brachyblasty s listy. Listy s krátkými řapíky vyrůstají ve spirále jednotlivě nebo na ztrnovatělých výhoncích ve svazečcích, jsou jednoduché, tvarově i rozměrově variabilní. Čepele mívají tvar eliptický či vejčitý, bývají dlouhé od 2 do 10 cm a široké od 1 do 6 cm, na bázi jsou klínovité až zaoblené, na vrcholu tupé nebo vykrojené, mají zpeřenou žilnatinu se třemi až pěti páry postranních žilek. Když jsou čerstvé, jsou jasně zelené, kožovité, měkké a pružné, v období dlouhotrvajícího sucha částečně usychají a tehdy se zbarvují do červenohněda, stávají se tenkými, křehkými a lámou se podél střední žilky nebo kolmo k ní, někdy i částečně opadávají. Čerstvé listy po rozemnutí voní po mandlích, což je způsobeno uvolněním obsažených kyanidových sloučenin. U jednotlivých variet a taktéž v závislosti na místech růstu mívají listy rozdílný tvar, velikost i tloušťku.
Květy jsou bílé, nažloutlé nebo nazelenalé a vyrůstají na asi 1 cm dlouhých stopkách v paždí listů nebo na brachyblastech obvykle po dvou nebo ve svazečcích až po čtyřech. Jsou vonící, čtyřčetné, oboupohlavné, někdy však funkčně jednopohlavné. Kalich má srostlé lístky asi 2 mm velké, koruna má lístky kopinaté, bílé, nažloutlé či nazelenalé, volné, asi 6 mm dlouhé a na vnitřní straně výrazně chlupaté. Tyčinek s různě dlouhými nitkami, nesoucími nitkovité prašníky otvírající se podélnými štěrbinami, bývá osm nebo deset a jsou uspořádané do dvou přeslenů. Svrchní, vejčitě kónický, třípouzdrý horní semeník složený ze tří plodolistů je asi 3 mm dlouhý, štíhlá čnělka nese hlavičkovitou bliznu. Květy neprodukují nektar a opylení zajišťuje hmyz a vítr.
Plod je stlačeně kulovitá, dužnatá, vejčitá nebo eliptická lesklá peckovice 1,5 až 2,5 cm dlouhá, její exokarp (slupka) postupně mění zbarvení od zelené do sytě žluté, někdy až do oranžově červené. Peckovice s jedinou peckou je jedlá, její šťavnatá dužina je sladkokyselé chuti, ale slupka obsahuje taniny a mívá svíravou chuť. Pecka dlouhá 1,5 cm a široká 1,2 cm je křehká a obsahuje olejnaté semeno s poměrně drobným embryem,
Ximenie americká se rozmnožuje semeny, která roznášejí zvířata i ptáci konzumující plody jak ze stromu, tak i opadané. Uvnitř pecky je vrstva tkáně obsahující vzduch, a proto může být bez újmy na životaschopnosti po dlouhou dobu nesena vodou. Semena mají v čerstvém stavu dobrou klíčivost, semenáče začínají kvést ve věku tří až čtyř let.

## Použití
Zralé plody mohou být konzumovány syrové, jejich chuť u jednotlivých ekotypů je však odlišná, obvykle jsou sladké a mají chuť po švestkách, jejich kůže mívá pro různě velký obsah tříslovin svíravou pachuť. Nakládají se do konzerv nebo se z nich dělají šťávy a džemy, sloužívají také jako základ pro výrobu alkoholu. Semena obsahují kyselinu kyanovodíkovou, která jim dodává mandlovou příchuť, mohou se v malém množství konzumovat pečená, působí však silně projímavě, tuto vlastnost ztrácejí po dvou až třídenním namáčení ve vodě. Obsahují okolo 60 % tuku a lisováním se získává olej, který je nevysychavý; vyrábí se z něj mýdlo a šampony, sloužívá ke změkčování kůže a v omezeném množství se může po tepelné úpravě konzumovat. Také mladé listy, používané jako zelenina, obsahují kyselinu kyanovodíkovou a jsou jedlé až po uvaření. Extrakt z listů je účinný na mnohé bakterie a plísně, působí i proti parazitům domácích zvířat. Listy dále obsahují mnohé třísloviny, flavonoidy, alkaloidy a glykosidy.
Dřevo stromu je tvrdé a těžké, s hustotou asi 900 kg/m³, jádro má červenožlutou barvu a drobné zrno. Lze ho vyleštit do vysokého lesku a dlouho příjemně voní, je proto používáno jako náhražka santálového dřeva ze santálovníku bílého. Protože často bývá jen malých rozměrů, sloužívá k topení. Dřevina se ve formě keře používá jako rychle rostoucí živý plot a ve tvaru stromu pro plody, okrasu a stín.

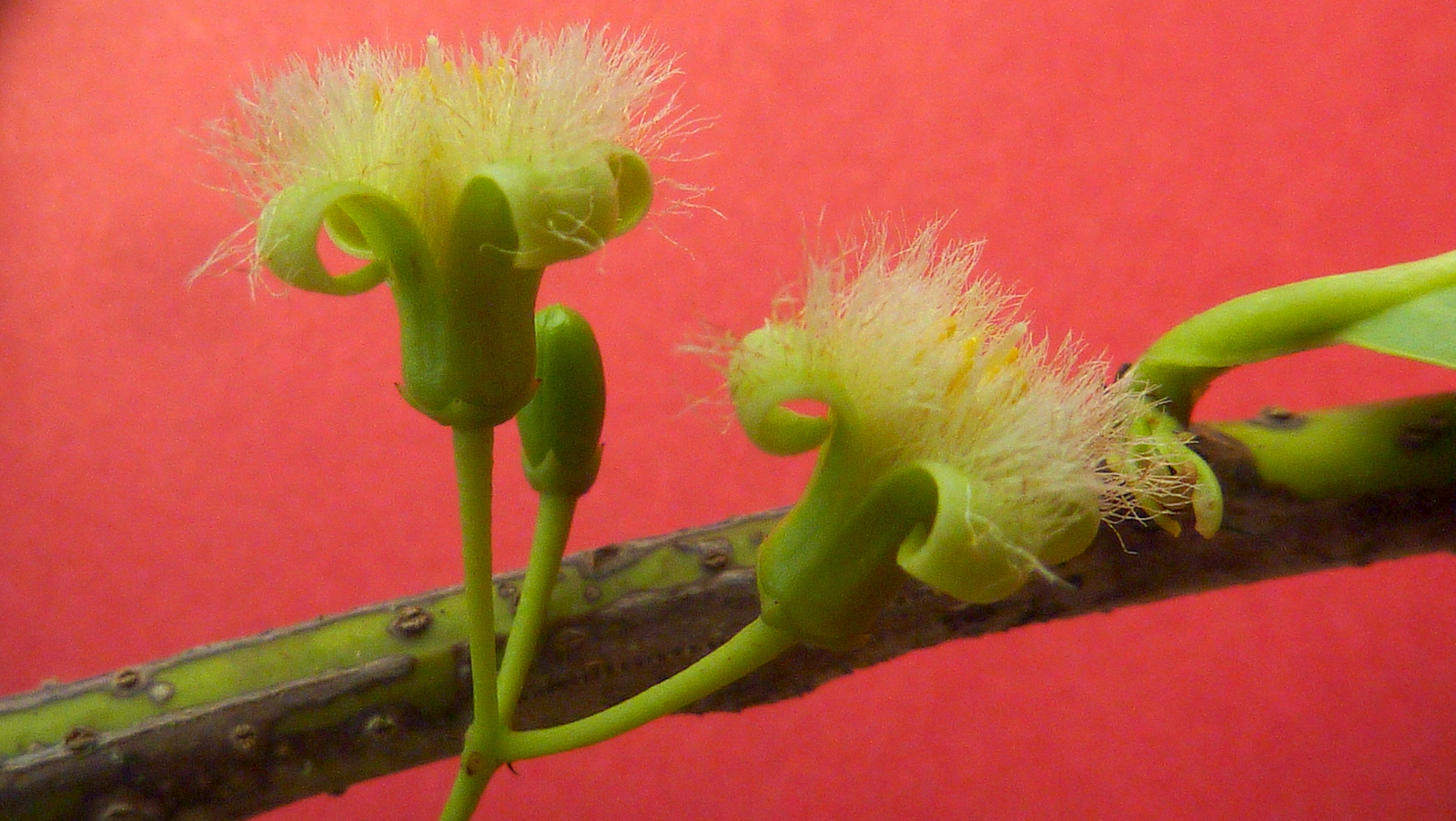
Chlupaté koruny květů
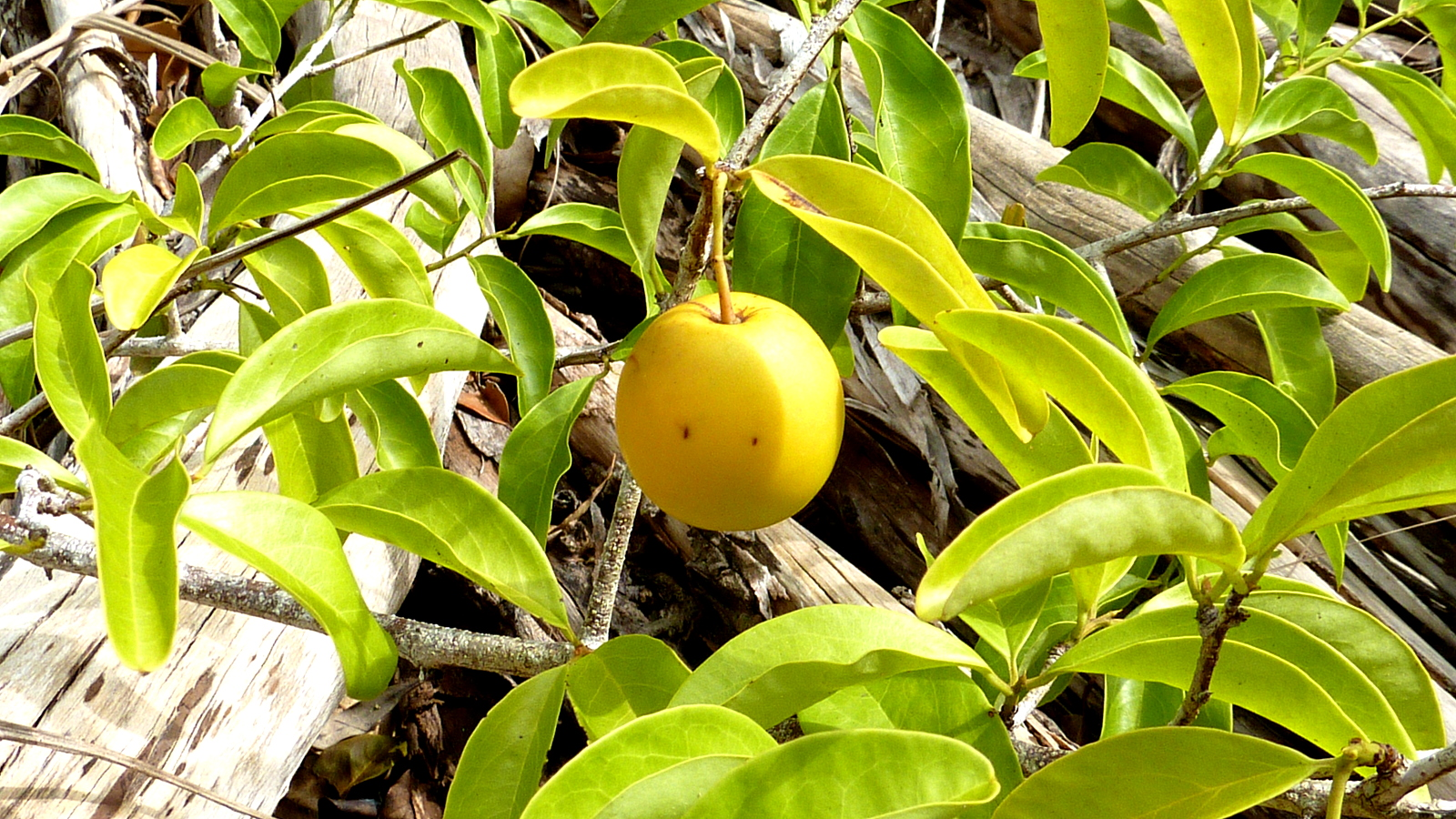
Zrající plod a listy
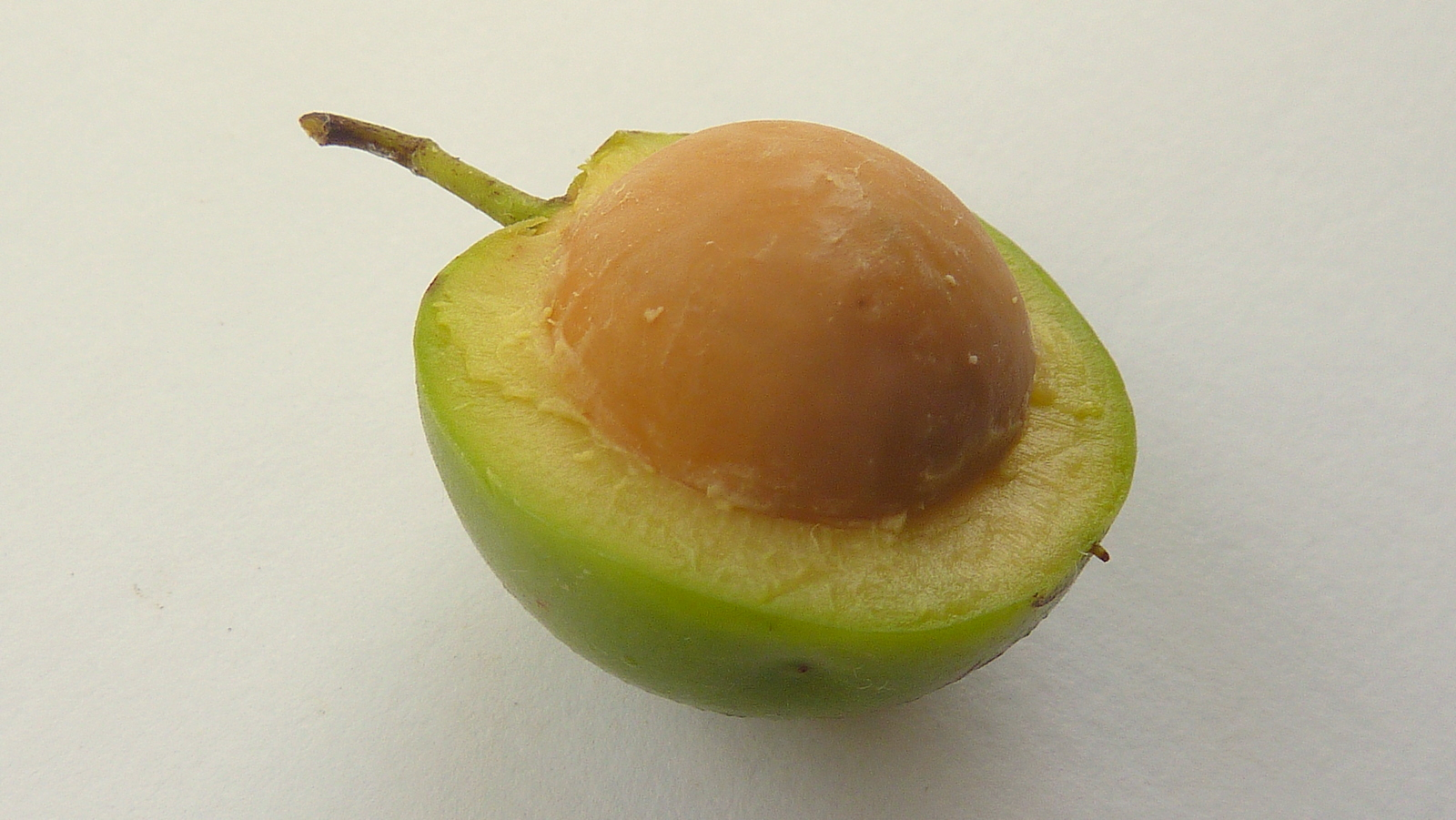
rozpůlený plod
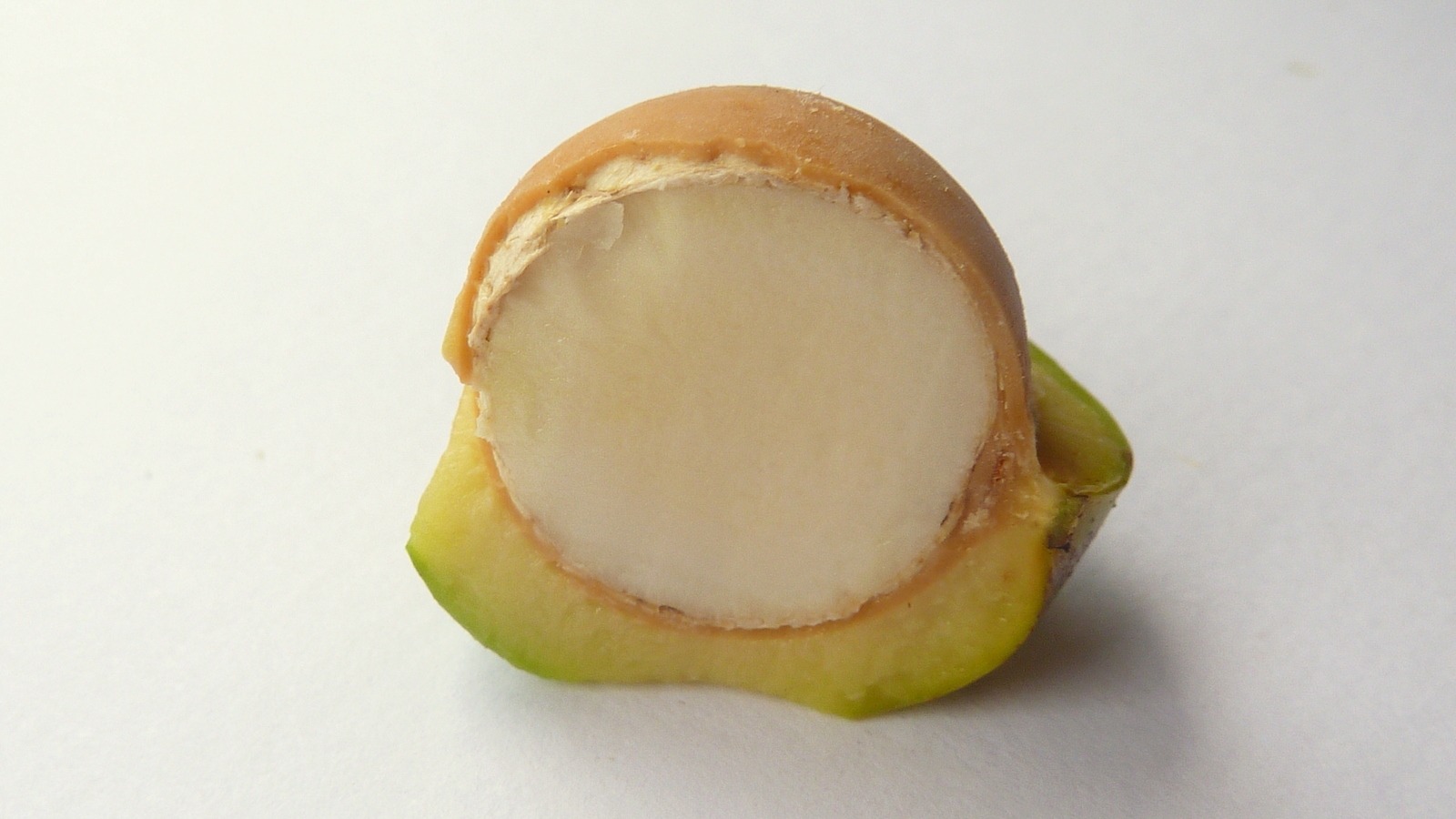
Rozpůlený plod včetně pecky